# 约翰·格雷 (诗人)
约翰·格雷（英语：John Gray，1866年3月2日—1934年6月14日）是一位英国诗人，其作品包括《Silverpoints》、《The Long Road and Park: A Fantastic Story》。经常有人认为他是奥斯卡·王尔德虚构的道林·格雷的画像的灵感来源。

## 早年生活
他出生在伦敦貝思納爾綠地的工人阶级地区，是九个孩子中的长子。他13岁时离开了学校，开始在皇家兵工厂当学徒金属工。 他通过参加一系列的晚间课程继续他的学习，学习了法语、德语、拉丁语、音乐和美术。1882年，他通过了英国文官队伍考试，五年后又通过了倫敦大學预科考试。他进入，成为图书管理员。

## 唯美主义运动
格雷如今以是十九世纪九十年代的唯美主义诗人为人所知，也是欧内斯特·道生、奥伯利·比亚兹莱和奥斯卡·王尔德的朋友。 他也是一位有才华的翻译家，经常第一次把法国象征家馬拉美、保尔·魏尔伦、拉弗格和阿蒂尔·兰波的作品译为英语。 他被认为是是王尔德道林·格雷的画像中的人物灵感来源。事实上，王尔德的故事在他们的关系开始前一年就在《利平科特月刊》上连载。 他与王尔德的关系最初是激烈的，但在王尔德被监禁前已经冷淡了两年多了。他们的关系在1891 - 1893年间处于顶峰。

## 文学作品
格雷的第一个值得注意的出版物是一个名为《Silverpoints》（1893年）的诗集，包括十六首原创诗歌和魏尔伦（7首）、馬拉美（1首）、兰波（2首）和波德莱尔（3首）的十三个译作。格雷的第二卷诗，《Spiritual Poems, chiefly done out of several languages》（1896年）是用几种语言完成的，阐释了他作为天主教的美学家的身份。它包含十一个原创诗和雅各波恩·达·托迪（Jacopone da Todi）、普鲁登修斯、魏尔伦、安哥拉思·西勒辛思、诺特克·巴布鲁斯、十字若望以及天主教和新教的其他诗人的二十九个译作。《The Long Road》（1926年）载有他最著名的诗《The Flying Fish》，这首诗曾于1896年首次出现在《The Dial 》中。格雷制作了一部小说《Park: A Fantastic Story》（1932年），这是一部超现实主义的未来主义寓言。格雷的权威传记于1991年由杰鲁沙·赫尔·麦科马克出版，他也编辑了他的一些散文作品。 C.J.威尔曼的“The Picture of John Gray”是一部基于约翰·格雷生平的剧作，于2014年8月在伦敦老红狮剧院首映。

## 天主教
像那个时期的许多艺术家一样，格雷是皈依罗马天主教的人。 他于1890年2月14日受洗，但很快就失效了。 王尔德的审判似乎促使了格雷的对于灵魂的一些激烈的探索，并于1895年重新接受了天主教。 他离开了自己在英國外交及聯邦事務部的职位。1898年11月28日，时年32岁，他进入了罗马的苏格兰学院，为了圣职而学习。 他于1901年12月21日在圣约翰·拉特兰由红衣主教彼得罗·雷斯皮吉（Pietro Respighi）任命。他曾在爱丁堡担任过牧师，先是在圣帕特里克，然后在圣彼得大学。

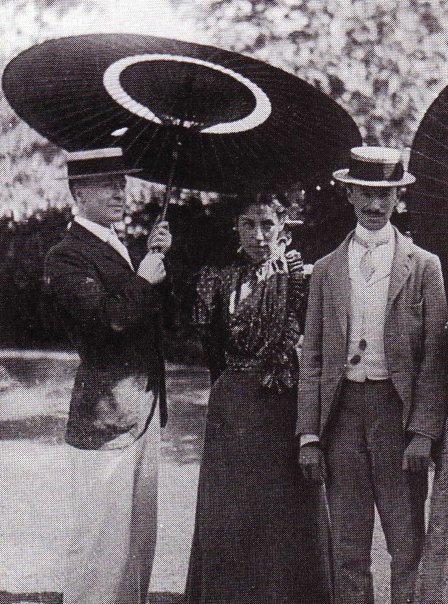
约翰·格雷和马克-安德烈·拉夫洛维奇以及一位朋友

他最重要的支持者和生活伴侣是马克-安德烈·拉夫洛维奇，一位富有的诗人和同性恋的早期捍卫者。 拉夫洛维奇自己于1896年成为天主教徒，并加入了道明會第三会。 格雷去爱丁堡时，他在附近定居。 他帮助莫宁赛德的圣彼得教堂融资，在那里格雷将担任牧师终其余年。 直到1934年拉夫洛维奇突然死亡前，两人都保持着纯洁的关系。遭受重创的格雷发病，四个月后在爱丁堡圣拉斐尔养老院死亡。
评论家瓦伦丁·坎宁汉姆把格雷形容为“九十年代的定型诗人”。
他的侄孙是另类摇滚音乐家克里斯平·格雷。

## 精选出版物
- Silverpoints (1893). Poems
- The Blue Calendar (1895–1897). Poems
- Spiritual Poems, chiefly done out of several languages (1896)
- Ad Matrem: Fourteen Scenes in the Life of the Blessed Virgin Mary (1903). Poems
- Vivis (1922). Poems
- The Long Road (1926). Poems
- Poems (1931)
- Park: A Fantastic Story (1932). Manchester: Carcanet, 1985. ISBN 0-85635-538-0
- The Poems of John Gray (edited by Ian Fletcher). Greensboro, North Carolina: ELT Press, 1988. ISBN 0-944318-00-2
- The Selected Prose of John Gray (edited by Jerusha Hull McCormack). Greenboro, North Carolina: ELT Press, 1992. ISBN 0-944318-06-1

## 相关书目
- Brocard Sewell. In The Dorian Mode: A Life of John Gray, 1866 – 1934 (1983. Padstow, Cornwall: Tabb House) ISBN 0-907018-18-1
- Jerusha Hull McCormack. John Gray: Poet, Dandy, and Priest (1991. Hanover, N.H.: University Press of New England) ISBN 0-87451-533-5 (cl)
- Jerusha Hull McCormack. The Man Who Was Dorian Gray (2000. London: Palgrave) ISBN 0-333-96104-8
- Paul van Capelleveen, Dutch Silverpoints: John Gray's Struggle for Fame in Holland (2007. In de Bonnefant, Banholt)